# Acalante
Acalante (in greco Ἄκαλανθίς, -ίδος, in latino Ăcălanthis, -ĭdis) è un personaggio della mitologia greca. Era una delle figlie di Pierio (re della Tessaglia), ossia le Pieridi.
Insieme alle sorelle tentò di sfidare le Muse al canto: nominate le Ninfe giudici della gara, elessero vincitrici le figlie di Apollo. Le Pieridi, adirate contro le Muse, le attaccarono: dovette intervenire Atena, che le tramutò in gazze ("Piche"). La tradizione vuole che Acalante sia stata trasformata in cardellino. L'episodio viene descritto nelle Metamorfosi di Ovidio.

### Fonti
- Ovidio, Metamorfosi 300-340,662-678.

### Moderna
- Luisa Biondetti, Dizionario di mitologia classica, Milano, Baldini&Castoldi, 1997, ISBN 978-88-8089-300-4.
- Anna Ferrari, Dizionario di Mitologia Classica, TEA, 1994, ISBN 8878195391